# Никомах (митология)
Вижте пояснителната страница за други значения на Никомах.
Никомах (на старогръцки: Νικόμαχος, Nikomachos) е герой (Heros) от гръцката митология.
Никомах е лекар от Стагира в Македония и син на Махаон, син на Асклепий и на Антиклея, дъщерята на Диокъл, който е цар на Фарай в Месения. След смъртта на дядо му Диокъл той получава заедно с брат му близнак Горгас владението на град Фарай (днес Каламата) през XII век пр. Хр. Павзаний съобщава, че по неговото време (II век сл. Хр.) близнаците са чествани още като герои (heros) във Фарай. Те имали там светилище и получавали подаръци за излекуването на болните. Светилището е подарено от месенския цар Истмий.
През древността се смятало, че фамилията на философа Аристотел произлиза от Никомах, понеже баща му Никомах е домашен лекар на македонския цар Аминта III и е автор на медицински книги. Освен това това име се среща често във фамилията на Аристотел.
Вероятно култът към близнаците е още от предгръцкия култ към боговете.